# 칼라 갤로
칼라 갤로(Carla Gallo, 1975년 6월 24일 ~ )는 미국의 배우이다.

## 출연 작품
- 리틀 이블 (2017)
- 나쁜 이웃들 2 (2016)
- 나쁜 이웃들 (2014)
- 파이브 (2011)
- 우리는 동물원을 샀다 (2011)
- 컴 백 록스타 (2010)
- 멘 오브 어 서튼 에이지 (2009)
- 퍼니 피플 (2009)
- 알러뷰 맨 (2009)
- 마더 앤 차일드 (2009)
- 인새니테리움 (2008)
- 사랑이 어떻게 변하니? (2008)
- 수퍼배드 (2007)
- 미션 임파서블 3 (2006)
- 섹슈얼 라이프 (2004, Sexual Life)
- 40살까지 못해본 남자 (2005)
- 카니발 (2003)
- 스팽킹 더 멍키 (1994)

### 텔레비전
- 캘리포니케이션 (2008-09)
- 본즈 (2008-17)